# Eschborn-Frankfurt 2025
De 62e editie van de Duitse wielerwedstrijd Eschborn-Frankfurt vond, traditiegetrouw, plaats op de Dag van de Arbeid, 1 mei.
Winnaar van de editie in 2024 was de Belg Maxim Van Gils. Hij werd in 2025 opgevolgd door de Australiër Michael Matthews, die de sprint wist te winnen van onder andere de Deen Magnus Cort (2e) en de Spanjaard Jon Barrenetxea (3e). Xandro Meurisse zat wel in de kopgroep van 24 renners en werd 19e in de sprint, waarmee hij de beste Belg was. Rick Pluimers was de beste Nederlander en hij eindigde op de 40e plek.
De wedstrijd was 198.7 kilometer lang en werd, de naam verraadt het al, verreden tussen Eschborn en Frankfurt am Main.

## Uitslag
| Plaats  | Naam                    | Ploeg                   | Tijd     |
| ------- | ----------------------- | ----------------------- | -------- |
| Winnaar | Michael Matthews        | Team Jayco AlUla        | 4u38'33" |
| 2       | Magnus Cort             | Uno-X Mobility          | z.t.     |
| 3       | Jon Barrenetxea         | Movistar Team           | z.t.     |
| 4       | Neilson Powless         | EF Education-EasyPost   | z.t.     |
| 5       | Frederik Wandahl        | Red Bull-BORA-hansgrohe | z.t.     |
| 6       | Albert Withen Philipsen | Lidl-Trek               | z.t.     |
| 7       | Stefano Oldani          | Cofidis                 | z.t.     |
| 8       | Marc Hirschi            | Tudor Pro Cycling Team  | z.t.     |
| 9       | Nico Denz               | Red Bull-BORA-hansgrohe | z.t.     |
| 10      | Warren Barguil          | Team Picnic PostNL      | z.t.     |
| 11      | Alessandro Covi         | UAE Team Emirates-XRG   | z.t.     |
| 12      | Edoardo Zambanini       | Bahrain Victorious      | z.t.     |
| 13      | Hugo Houle              | Israel-Premier Tech     | z.t.     |
| 14      | Fabio Christen          | Q36.5 Pro Cycling Team  | z.t.     |
| 15      | Ruben Guerreiro         | Movistar Team           | z.t.     |
| 16      | Jonathan Lastra         | Cofidis                 | z.t.     |
| 17      | Simone Velasco          | XDS Astana Team         | z.t.     |
| 18      | Alex Aranburu           | Cofidis                 | z.t.     |
| 19      | Xandro Meurisse         | Alpecin-Deceuninck      | z.t.     |
| 20      | David de la Cruz        | Q36.5 Pro Cycling Team  | z.t.     |
|         |                         |                         |          |
| 40      | Rick Pluimers           | Tudor Pro Cycling Team  | + 5'13"  |

Tour Down Under ·
Great Ocean Road Race ·
Ronde van de Verenigde Arabische Emiraten ·
Omloop Het Nieuwsblad ·
Strade Bianche ·
Parijs-Nice · 
Tirreno-Adriatico · 
Milaan-San Remo ·
Ronde van Catalonië ·
Classic Brugge-De Panne ·
E3 Saxo Classic ·
Gent-Wevelgem ·
Dwars door Vlaanderen ·
Ronde van Vlaanderen ·
Ronde van het Baskenland ·
Parijs-Roubaix ·
Amstel Gold Race ·
Waalse Pijl ·
Luik-Bastenaken-Luik ·
Ronde van Romandië ·
Eschborn-Frankfurt ·
Ronde van Italië ·
Critérium du Dauphiné ·
Ronde van Zwitserland ·
Copenhagen Sprint · 
Ronde van Frankrijk ·
Clásica San Sebastián ·
Ronde van Polen ·
BEMER Cyclassics ·
Renewi Tour ·
Ronde van Spanje ·
Bretagne Classic ·
GP van Quebec ·
GP van Montreal ·
Ronde van Lombardije ·
Ronde van Guangxi